# Salganea princisi
Salganea princisi es una especie de cucaracha del género Salganea, familia Blaberidae.

## Distribución
Esta especie se encuentra en Papúa Nueva Guinea.